# Juan José Cobo

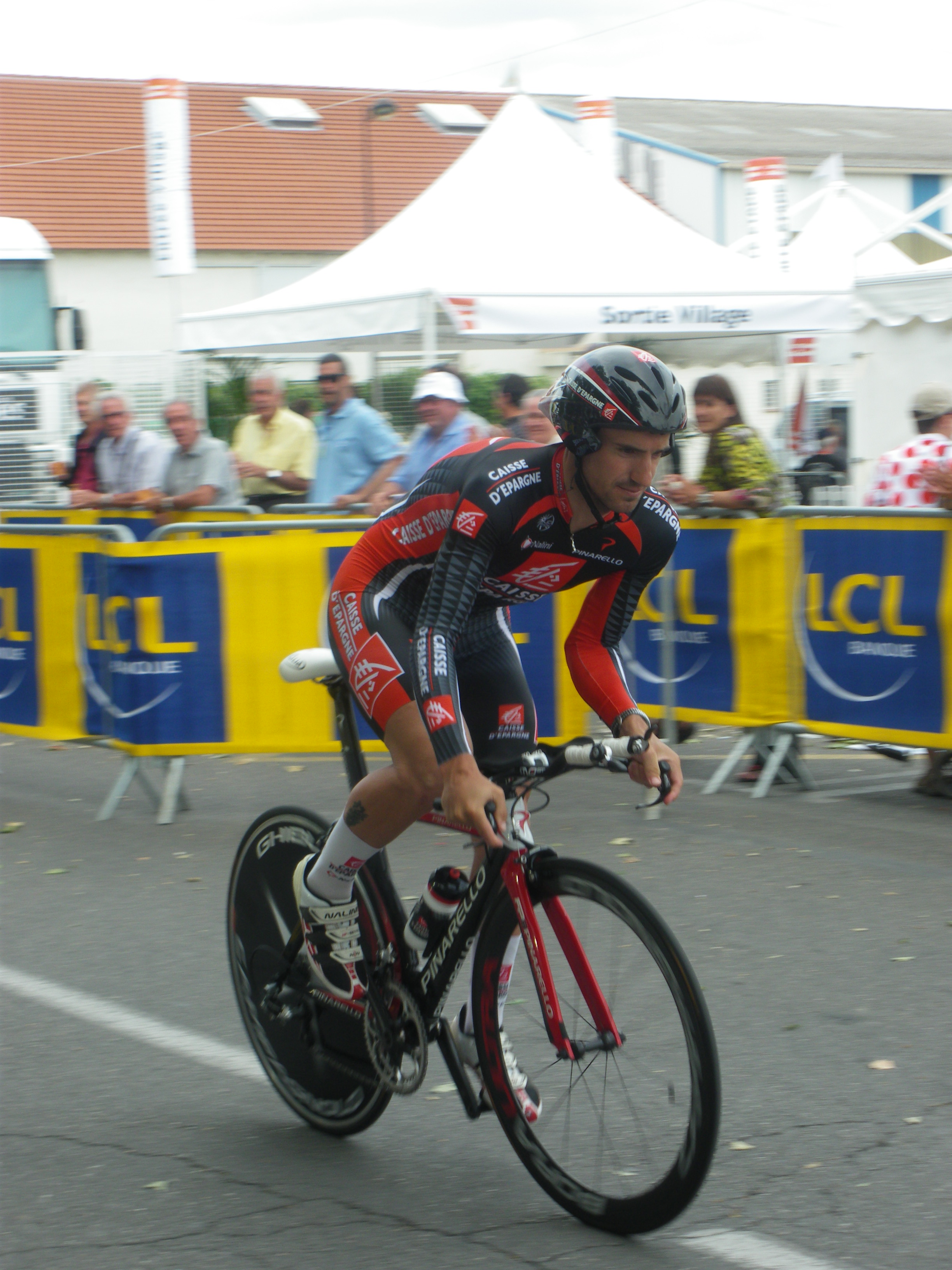
Juan Jóse Cobo, Dauphiné Libéré 2010.

Juan José Cobo Acebo, född 11 februari 1981 i Torrelavega i Kantabrien, är en spansk före detta professionell tävlingscyklist som avslutade sin karriär år 2014. Cobo vann Vuelta a España 2011 men blev senare av med titeln efter att åkt fast för doping.

## Karriär
Juan José Cobo blev professionell 2004 men hans första professionella seger kom inte förrän i mitten av april 2007 då han vann etapp ett och fem på Baskien runt. Han vann även tävlingen sammanlagt framför landsmannen Ángel Vicioso. Cobo slutade trea på den spanska tävlingen Subida Urkiola i augusti 2007. Tidigare under säsongen hade han slutat trea på Vuelta Castilla y León efter landsmännen Alberto Contador och Koldo Gil.
Under säsongen 2008 slutade Cobo tvåa på etapp 10 av Tour de France 2008 bakom stallkamraten Leonardo Piepoli. När Saunier Duval-Scotts cyklist Riccardo Riccò testade positivt för EPO-dopning valde stallet att lämna tävlingen. Senare blev det känt att stallet hade sparkat Leonardo Piepoli på grunderna att han sysslat med dopning. I oktober 2008 blev några tester från Tour de France 2008 omanalyserade och två av testerna visade att Leonardo Piepoli hade varit dopad med CERA under tävlingen. Cobo kommer därför troligtvis att bli tilldelad segern på etapp 10.
Cobo vann den femte och sista etappen av Vuelta a Burgos i augusti 2008, men också etapp 9 av Volta a Portugal. Tidigare den månaden slutade Cobo tvåa på Subida Urkiola efter landsmannen David Arroyo.
Laget Saunier Duval bytte namn till Fuji-Servetto inför säsongen 2009. Cobo stannade med dem som lagledare. I mars 2009 vann han etapp 4 av Vuelta a Castilla y León framför Denis Mensjov. Han vann också etapp 19 av Vuelta a España 2009 framför Alejandro Valverde och Cadel Evans. Cobo slutade på en tionde plats i slutställningen i 2009 års Vuelta a España.
År 2009 slutade Cobo på sjätte plats på etapp 4 av den mexikanska tävlingen Vuelta Chihuahua Internacional bakom Daniel Moreno, Michael Rasmussen, Oscar Sevilla, Michel Kreder, Francisco Mancebo och Jesus Del Nero. Cobo återvände sedan till Europa och slutade på nionde plats på Lombardiet runt. Han avslutade säsongen med Japan Cup där han slutade på fjärde plats bakom Chris Anker Sørensen, Daniel Moreno och Ivan Santaromita.
Under en 18 månaders period, under säsongen 2010 och den första halvan av 2011, led Juan José Cobo av en depression och funderade på att avsluta sin karriär. Tillsammans med Geox-TMC:s manager Joxean Fernandez kom han överens om att cykla till slutet av säsongen utan press på resultat. 
Under Vuelta a España 2011 vann Cobo etapp 15 och tog över den röda ledartröjan. Cobo behöll ledningen ända till slutet då han stod som slutsegrare. Egentligen hade han blivit utvald till Vuelta-laget för att hjälpa Denis Mensjov i etapploppet, men efter sin etappvinst tog han över ledarrollen i stallet. Cobo vann tävlingen med 13 sekunder över Chris Froome. 
Efter säsongens slut lades Geox-TMC ned och Cobo gick över till det spanska stallet Movistar inför säsongen 2012. Cobo avslutade sin karriär 2014 efter att ha kört sitt sista år i det turkiska stallet Torku Şekerspor. 
Den 18 juni 2019 meddelande den Internationella cykelunionen (UCI) att de hittat avvikelser i Juan José Cobos biologiska pass under perioden 2009-2011. Därmed fråntogs Cobo segern i Vuelta a España 2011 samt tionde platsen 2009. Beslutet verkställdes en månad senare efter att Cobo inte valt att överklaga.

## Meriter
2005
2:a, etapp 1, Tyskland runt
2006
2:a, Bergstävlingen, Baskien runt
3:a, etapp 5, Baskien runt
15:e, Flèche Wallonne
2007
1:a, Baskien runt
Etapp 1, Baskien runt
Etapp 5, Baskien runt
Poängtävlingen
3:a, Vuelta Castilla y León
Etapp 4, Vuelta Castilla y Leon
Subida Urkiola
9:a, Liège-Bastogne-Liège
2008
1:a, etapp 5, Vuelta a Burgos
1:a, etapp 9, Volta a Portugal
2:a, etapp 10, Tour de France 2008
2:a, Subida Urkiola
2009
1:a, etapp 4, Vuelta a Castilla y León
1:a, etapp 19, Vuelta a España
2011
Totalsegrare Vuelta a España
1:a, etapp 15

## Stall
- Saunier Duval-Prodir 2004–2009
- Caisse d'Epargne 2010
- Geox-TMC 2011
- Team Movistar 2012-2013
- Torku Şekerspor 2014